# Martin Bossert
Martin Bossert (* 3. August 1955 in Pforzheim) ist ein deutscher Elektrotechniker und Hochschullehrer. Er ist Seniorprofessor an der Universität Ulm, dort war er bis zum 30. September 2021 Leiter des Institutes für Nachrichtentechnik.

## Leben
Martin Bossert hat 1981 das Studium der Elektrotechnik an der Universität Karlsruhe abgeschlossen. Er promovierte 1987 an der TU Darmstadt. Nach einem Forschungsaufenthalt an der Universität Linköping, Schweden, arbeitete er bei AEG Mobile Communication in Ulm, wo er maßgeblich an der Entwicklung des GSM-Standards beteiligt war. Seit 1993 ist er Professor an der Universität Ulm, hier war er bis September 2011 Inhaber des Siemens-Stiftungslehrstuhls, dem Institut für Telekommunikationstechnik und Angewandte Informationstheorie. Seit Oktober 2011 leitet er das aus dem Stiftungslehrstuhl und dem Institut für Informationstechnologie hervorgegangene Institut für Nachrichtentechnik. Er ist Autor mehrerer Lehrbücher. Seine Forschungsinteressen liegen auf dem Gebiet der Kanalkodierung.
Martin Bossert ist Preisträger des Vodafone Innovationspreises 2007.
2012 wurde er zum IEEE Fellow ernannt.
Im Jahr 2013 wurde Martin Bossert zum Mitglied der Deutschen Akademie der Naturforscher Leopoldina gewählt.

## Publikationen
- Thomas Frey und Martin Bossert: Signal- und Systemtheorie. B. G. Teubner Verlag, Stuttgart u. a. 2004, ISBN 3-519-06193-7 (Lehrbuch Informationstechnik).
- Martin Bossert: Channel Coding for Telecommunications. John Wiley & Sons Ltd, Chichester u. a. 1999, ISBN 0-471-98277-6.
- Martin Bossert und Markus Breitbach: Digitale Netze. Teubner, Stuttgart u. a. 1999, ISBN 3-519-06191-0 (Informationstechnik).
- Martin Bossert: Kanalcodierung. 3. überarbeitete Auflage. Oldenbourg, München 2013, ISBN 3-486-72128-3.
- Martin Bossert und Sebastian Bossert: Mathematik der digitalen Medien: präzise – verständlich – einleuchtend. VDE-Verlag, Berlin und Offenbach 2012, ISBN 3-8007-3137-1.
- Martin Bossert: Einführung in die Nachrichtentechnik. Oldenbourg, München 2012, ISBN 3-486-70880-5.